# Internationale luchthaven Hosea Kutako
De internationale luchthaven Hosea Kutako is de belangrijkste internationale luchthaven van Namibië en ligt 45 kilometer ten oosten van de hoofdstad Windhoek. Jaarlijks passeren hier ongeveer 680.000 passagiers (2009).
Het vliegveld heeft twee start- en landingsbanen, maar kent met maximaal 20 vluchten per dag geen capaciteitsproblemen. Het is de thuishaven van de nationale luchtvaartmaatschappij Air Namibia.
De luchthaven werd in 1964 geopend onder het Zuid-Afrikaanse bestuur, de naam was toen J.G. Strijdom Airport, naar de toenmalige premier van Zuid-Afrika Johannes Strijdom. In 1990 werd het vliegveld hernoemd tot Hosea Kutako International Airport. De luchthaven dankt haar naam aan Herero-leider Hosea Kutako, die streefde naar een onafhankelijk Namibië.
De beheerder is Namibia Airports Company (NAC), een staatsbedrijf met nog zeven andere vliegvelden onder beheer.